# Maicol Berretti
Maicol Berretti (ur. 1 maja 1989 w San Marino) – sanmaryński piłkarz występujący na pozycji pomocnika w SS Pennarossa, reprezentant San Marino w latach 2007–2017.

## Kariera klubowa
Wychowanek klubu San Marino Calcio, gdzie trenował w latach 2003–2007. Jako nastolatek uznany został przez FSGC za perspektywiczny talent i objęty programem szkoleniowym nadzorowanym przez Giorgio Leoniego. Latem 2007 roku został wypożyczony na krótki okres do SS Pennarossa, a następnie do klubów grających w Serie D: ASD Santarcangelo (2007–2008) oraz Realu Montecchio (2008–2009), w których notował regularne występy. Po powrocie do San Marino Calcio został przez trenera Alberico Evaniego włączony do kadry pierwszego zespołu, rywalizującego na poziomie Lega Pro Seconda Divisione. W grudniu 2009 roku, nie rozegrawszy żadnego ligowego spotkania, rozwiązał swoją umowę i wraz z kolegą klubowym Matteo Vitaiolim przeniósł się do włoskiego PD Castellarano, z którym w sezonie 2009/10 spadł z Serie D.
W połowie 2010 roku został zawodnikiem SS Pennarossa. 26 września tegoż roku zadebiutował w Campionato Sammarinese w przegranym 1:2 meczu przeciwko SP La Fiorita. W sezonie 2010/11, dzięki zezwalającym na to przepisom FSGC, grał jednocześnie we włoskim zespole AC Formigine (Eccellenza Emilia-Romagna), gdzie rozegrał 21 spotkań i zdobył 2 gole. W 2012 roku z SS Pennarossa dotarł do finału Pucharu San Marino, przegranego 2:3 z SP La Fiorita. W rundzie wiosennej sezonu 2013/14 grał na wypożyczeniu w SS Folgore/Falciano, z którym doszedł do finału fazy play-off, w którym jego zespół uległ 0:2 SP La Fiorita. 3 lipca 2014 w barwach SS Folgore/Falciano zadebiutował w europejskich pucharach w meczu przeciwko FK Budućnost Podgorica (1:2) w eliminacjach Ligi Europy 2014/15. We wrześniu 2015 roku wypożyczono go na rok do SS Murata, dla której rozegrał w sanmaryńskiej ekstraklasie 17 spotkań i strzelił 2 bramki. W lipcu 2016 roku definitywnie rozstał się z SS Pennarossa i został zawodnikiem AC Libertas, gdzie występował przez 6 lat.
Przed sezonem 2022/23 ponownie został piłkarzem SS Pennarossa.

## Kariera reprezentacyjna
W latach 2004–2005 Berretti występował w reprezentacji San Marino U-17, dla której rozegrał 6 spotkań i zdobył 1 bramkę. 24 września 2004 zadebiutował w rozgrywkach międzynarodowych w przegranym 0:8 meczu z Portugalią U-17 w kwalifikacjach Mistrzostw Europy 2005. 18 października 2005 strzelił gola w spotkaniu przeciwko Wyspom Owczym U-17 (3:3) w eliminacjach Mistrzostw Europy 2006. W 2006 roku zaliczył 3 występy w reprezentacji U-19 w kwalifikacjach Mistrzostw Europy 2007. W latach 2007–2010 był powoływany do kadry U-21, dla której rozegrał 11 spotkań.
21 listopada 2007 zadebiutował w seniorskiej reprezentacji San Marino w przegranym 0:5 meczu przeciwko Słowacji w ramach eliminacji Mistrzostw Europy 2008. W spotkaniu tym pojawił się na boisku w 61. minucie, zastępując Gianlucę Bolliniego. Ogółem w latach 2007–2017 zaliczył w drużynie narodowej 26 występów, nie zdobył żadnej bramki. Wszystkie mecze zakończyły się porażką San Marino.